# Sang Penari
Sang Penari é um filme de drama indonésio de 2011 dirigido e escrito por Ifa Isfansyah. Foi selecionado como representante da Indonésia à edição do Oscar 2012, organizada pela Academia de Artes e Ciências Cinematográficas.

## Elenco
- Nyoman Oka Antara
- Prisia Nasution